# Uc de Saint Circ
Uc de Saint Circ (também conhecido como Hugues de Saint-Circ), nascido em Thégra, na região occitana de Quercy, foi um trovador, biógrafo e gramático que floresceu entre 1217 e 1253.
Ele é conhecido por ser um mitólogo trovadoresco, o criador da maioria das vidas e razos que sobreviveram. Mas, embora tenha composto a maioria, Uc só reivindicou autoria explicitamente na vida de Bernart de Ventadorn e na razo de Savaric de Mauleon.
Quarenta e quatro poemas dele sobreviveram, três com melodia preservada. Além disso, compôs um poema didático, o Ensenhamen d'Onor, e também foi o provável autor da gramática occitana Donatz proensals.

## Vida
Segundo a vida, provalmente autobiográfica, o pai de Uc era o vavassalo Arman de Saint Circ, o senhor de um pequeno castelo de mesmo nome, perto da vila de Rocamadour.
O trovador era o caçula de vários irmãos; e eles desejavam que Uc se tornasse clérigo. Ele foi enviado, por isso, à escola de Montpellier. Porém, enquanto achavam que o irmão aprendia somente letras, Uc aprendeu a compor canções, sirventes, tensos, coblas e as gestas dos homens famosos e das mulheres honradas. E ele se tornou, com esse conhecimento, um trovador.

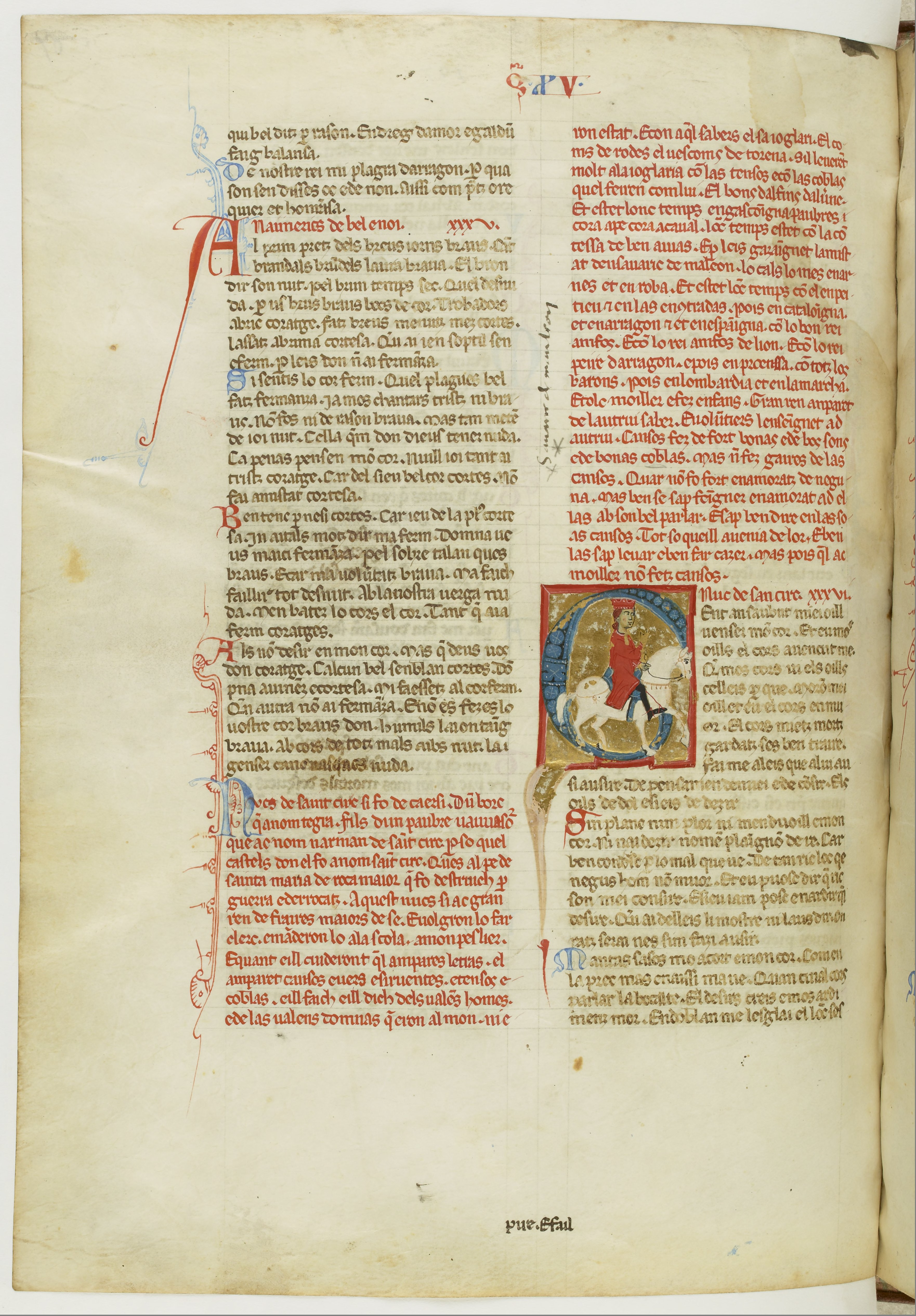
Vida de Uc no manuscrito 854.

Ele serviu às cortes de Rodez e Turenne. Por meio da troca de coblas e tensos, os nobres fizeram o trovador afamado. O famoso Dalfi da Auvérnia também compôs com ele.
Ele ficou muito tempo na Gasconha como andarilho. Depois de um tempo, através da condessa de Benagues, ele conheceu Sauvaric de Mauleon, visconde e patrono de trovadores, e eles se tornaram amigos. Segundo referências em seus tensos, os dois lutaram no lado occitano da Cruzada Albigense.
Ele visitou a Espanha e serviu, por um breve tempo, às cortes do rei Afonso VIII de Castela e Afonso IX de Leão. Também visitou o rei Pedro II de Aragão.
Após passar pela Lombardia, Uc encerrou sua carreira em Treviso, na corte da família Da Romano, onde casou e teve filhos. Após seu casamento, parou de compor e se dedicou somente ao ensino da erudição trovadoresca. 
Um último documento, datado de 1257, atesta que Uc de Saint Circ foi acusado de usura e heresia pela autoridade eclesiástica de Treviso tendo sido condenado após sua confissão.

## Poética

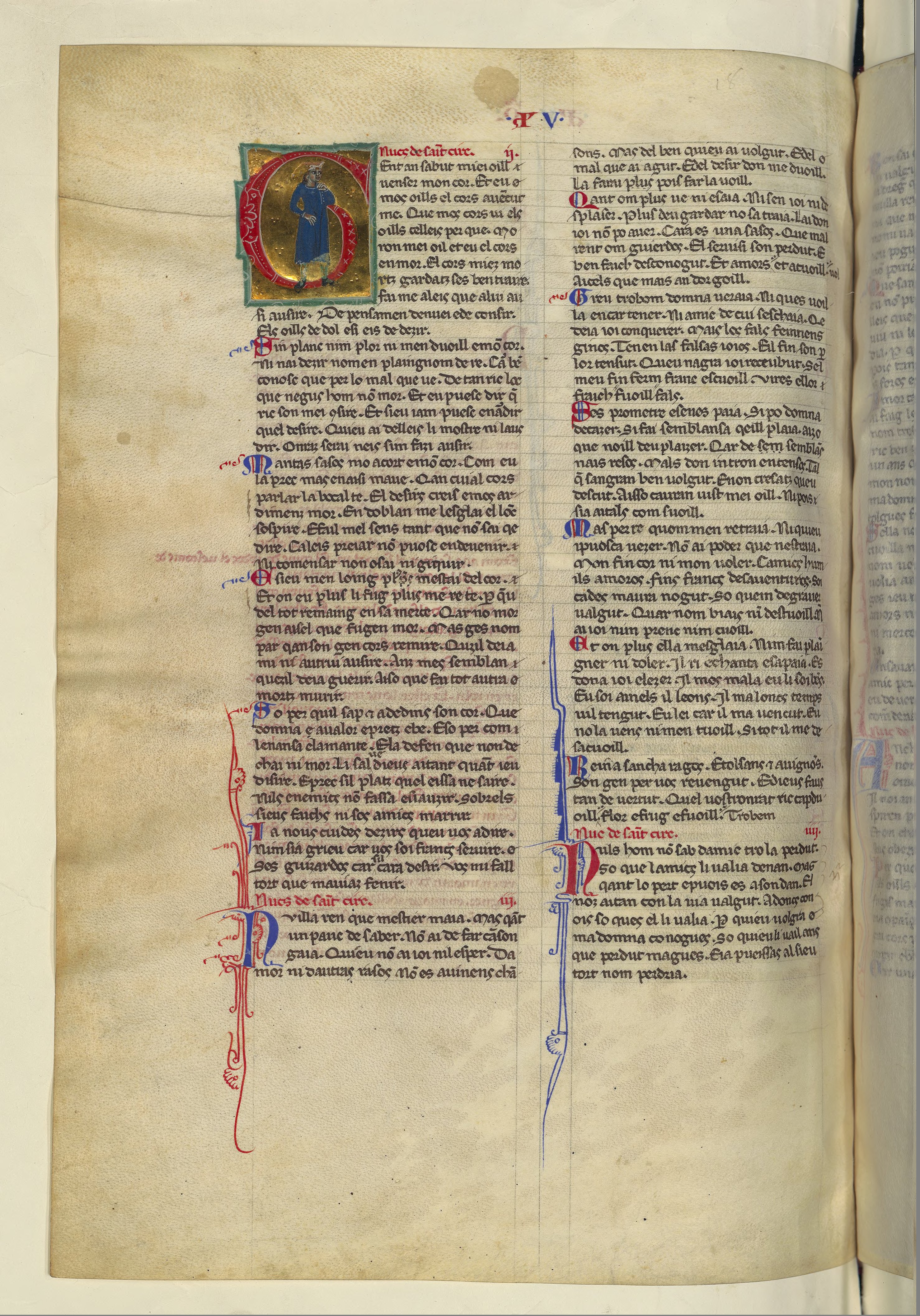
Fólio completo de Uc no manuscrito 12473.

Os poemas de Uc, ainda segundo a vida, não alcançaram grande sucesso porque o poeta não amava verdadeiramente, embora soubesse fingir um amor poético com seus discursos. Por isso, também compôs poucas canções; quatorze, em comparação com seu corpus total de quarenta e quatro poemas.
Uc repete uma mesma fórmula métrica em vários de seus poemas. Sua estrutura preferida é a das coblas uníssonas, com sons rimáticos que se repetem em todas as estrofes, mas também experimenta com coblas singulares, quando os sons não se repetem, e com rimas estrampas, quando os sons rimáticos só encontram correspondências na próxima estrofe.
O poeta, em seu pequeno poema "Ma dompna cuit fasa sen", brinca fortemente com metáforas e com riquezas léxicas. Não é comum o uso de palavras estranhas no vocabulário poético de Uc, mas neste poema a riqueza léxica é mais evidente. O poema faz uso da imagética do cavalo, que simboliza a mulher na lírica provençal. Metafora que foi usada primeiramente por Guilherme IX.